# 南原萬福寺幢竿支柱

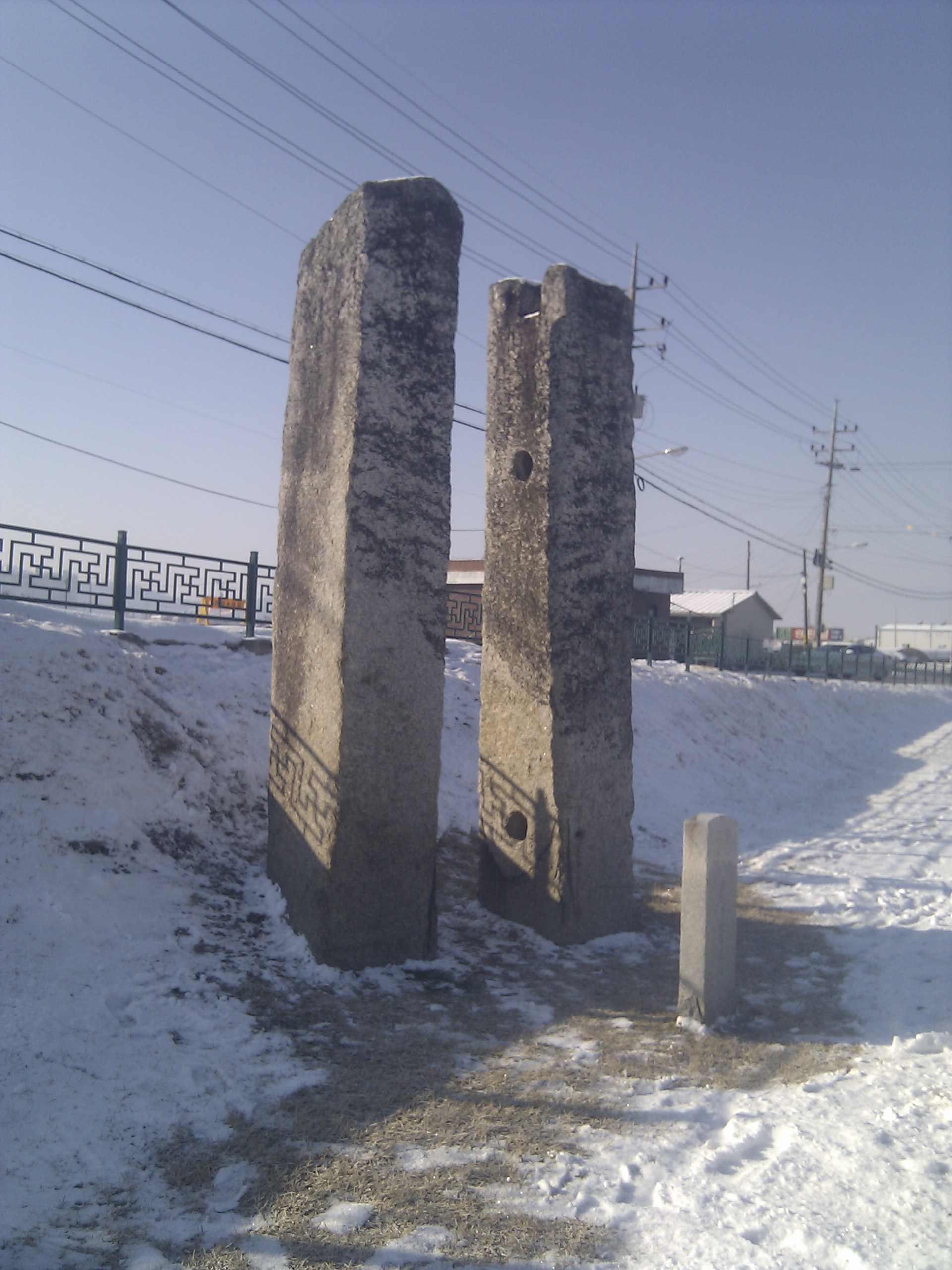
南原萬福寺幢竿支柱

南原萬福寺幢竿支柱（韓語：남원 만복사지 당간지주），位於全北特別自治道，南原市，玉亭洞的萬福寺址，為高麗時代興建的幢竿， 1963年1月 21日被定為大韓民國寶物第32號。

## 概要
當寺廟慶典時，會於寺廟入口處以幢竿來懸掛旗子，而幢竿支柱就是為了支撐幢竿而在寺廟左右兩旁所豎立的柱子。
此幢竿支柱位於萬福寺址上，東、西相互對立，旗杆是用三個穿透在地上的孔來做固定，目前旗杆並未遺留下來，而埋在基壇下方與地底下的結構不得而知。
兩根支柱的表面並不均勻，整體看起來十分粗糙，此外也沒有什麼特別的裝飾，由整體簡化的特色來看，估計是高麗初期的作品。